# Duquesa de Goiás (corveta)
Duquesa de Goiás foi uma corveta operada pela Armada Imperial Brasileira. Originalmente armada como brigue-barca de oito canhões, a embarcação foi construída nos Estados Unidos e, posteriormente, adquirida pelo Império do Brasil. Quando chegou ao país, o navio se chamava Águia do Brasil, sendo renomeado para Duquesa de Goiás em homenagem à primeira filha de Pedro I do Brasil, Isabel Maria de Alcântara Brasileira. A embarcação foi incorporada à Armada em 1826. Foi aparelhada para abrigar 20 canhões e reclassificada como corveta com guarnição de 125 homens. Em novembro daquele ano, fez parte da divisão naval que levara o imperador às províncias do sul. A corveta foi incorporada à uma das divisões enviadas para as operações do Prata, em 11 de janeiro de 1827, sendo a nau-capitânia, durante a Guerra da Cisplatina (1825-1828). Em fevereiro, combateu piratas na Província de Rio Negro. Durante os combates, colidiu com um banco de areia e naufragou no dia 27, salvando-se a custo parte da tripulação.
Em seguimento ao seu naufrágio, foi adquirido no mesmo ano um brigue-escuna nomeado também ele Duquesa de Goiás.